# Sevilla la Nueva (Jamaika)
Sevilla la Nueva war die erste spanische Siedlung auf Jamaika.

## Lage
Sevilla la Nueva lag in der Bucht von Santa Gloria an der Nordküste der Insel (heute Saint Ann Parish). Hier gab es einen guten Hafen, Trinkwasser und eine Siedlung freundlich gestimmter einheimischer Tainos in Maima.

## Name
Der Gründer Juan de Esquivel stammte aus Sevilla und nannte die neue Siedlung nach seinem Heimatort.

## Geschichte
Kolumbus legte auf seiner zweiten Reise in Santa Gloriana auf Jamaika an, das er Santiago nannte.
Sevilla la Nueva wurde 1509 auf Befehl von Diego Colón, dem spanischen Vizekönig von Indien durch den Offizier Juan de Esquivel gegründet. Mit ihm siedelten sich 60 andere Spanier und deren Familien an. Sie führten Rinder, Schafe und Zuckerrohr auf der Insel ein. Esquivel versuchte, die Einheimischen zu bekehren. Nachdem 1511 klar wurde, dass es auf der Insel kein Gold gab, wie dem König im Sommer berichtet wurde, begann Esquivel, ein Encomienda-System einzurichten, was zu einem Aufstand der Tainós führte. Die Spanier töteten darauf ihre Kaziken.
1513 fehlte es bereits an landwirtschaftlichen Arbeitskräften, und es wurde eine königliche „Residencia“ (Revision) durchgeführt. Esquivel wurde daraufhin 1514 wegen Misswirtschaft entlassen. 1513 wurden die ersten afrikanischen Sklaven hierher verschleppt, der Beginn des kolonialen Plantagensystems. Esquivels Nachfolger wurde 1515 Francisco de Garay, ein Goldsucher und Sklavenhändler, der 1594–1513 bereits Hispaniola verwaltet hatte. Er brachte weitere Siedler aus Spanien mit, und Sevilla hatte daraufhin ca. 500 Einwohner.
Bereits 1518 wurde die Siedlung aus Gesundheitsgründen (Miasmen) landeinwärts verlegt und trug nun den Namen Sevilla. Francisco de Garay legte die erste Zuckerrohrmühle auf Jamaika an und leitete so die weitgehende Zerstörung der natürlichen Vegetation ein, insbesondere die Abholzung der Urwälder. 1520 wurden bereits jährlich 150 t Zucker produziert. De Garay gründete zwei weitere Siedlungen, Oristán an der Südküste und Melilla östlich von Sevilla la Nueva, bevor er 1523 nach Mexiko abreiste, um dort als Konquistador zu wirken.
1534 wurde Sevilla weitgehend zugunsten von Villa de la Vega aufgelassen.

## Forschungsgeschichte
In Sevilla la Nueva fanden zahlreiche archäologische Ausgrabungen statt, beginnend mit dem Heimatforscher Charles Cotter in den 1940er und S. J. Osborne in den 1970er Jahren. Die Siedlung liegt heute in dem Seville Heritage Park, zusammen mit Maima und der englischen Zuckerrohrplantage New Seville. Sie wurde 1988 erfolglos als UNESCO-Weltkulturerbe nominiert (vgl. Welterbe in Jamaika).
Das Gebiet der Siedlung steht seit 1985 unter Denkmalschutz.